# Quick Lane Bowl 2016
Match précédent Match suivant
Le Quick Lane Bowl 2016 s'est déroulée le 26 décembre 2016 au Ford Field de Detroit dans le Michigan. Il s'agit de la 3e édition du Quick Lane Bowl.
Ce bowl remplace depuis 2014 le Little Caesars Pizza Bowl dans le calendrier.
Il s'agit d'un match de football américain d'après-saison régulière de niveau universitaire certifié par la NCAA.
La Ford Motor Company assure le sponsoring du nom du bowl au travers de sa marque de magasins d'accessoires automobile, Quick Lane.

## Présentation du match
| Équipes                                                                                               | Conférences | Entraîneurs   | Stats. saison rég. | Classements avant le bowl CFP-AP-Coaches |
| --- | ----------- | ------------- | ------------------ | ---------------------------------------- |
| Terrapins du Maryland                                                                                 | Big-10      | D. J. Durkin  | 6-6                | Non classé                               |
| Eagles de Boston College                                                                              | ACC         | Steve Addazio | 6-6                | Non classé                               |
| Arbitre : Steve Strimling (Pac-12) Équipe donnée favorite par les bookmakers : Maryland par 2 points. |             |               |                    |                                          |

C'est la 12e rencontre entre ces deux équipes, Boston College menant les statistiques avec 8 victoires pour 3 défaites.  Il est à signaler que ces deux équipes se trouvaient dans la même conférence (l'Atlantic Coastal Confercence) entre 2005 et 2013, Maryland ayant ensuite rejoint la Big Ten Conference. La dernière rencontre a eu lieu le 23 novembre 2013 (victoire de Boston College, 29 à 26).

### Terrapins du Maryland
Avec un bilan de 6 victoires pour autant de défaites, Maryland est éligible et accepte l'invitation à participer au Quick Lane Bowl de 2016.
Ils terminent 5e de la division East de la Big Ten Conference derrière Penn State, Ohio State, Michigan et Indiana.
À l'issue de la saison 2016, ils n'apparaissent pas dans les classements CFP, AP et Coaches.
Il s'agit de leur première apparition au Quick lane Bowl.

### Eagles de Boston College
Avec un bilan de 6 victoires pour autant de défaites, Boston College est éligible et accepte l'invitation à participer au Quick Lane Bowl de 2016.
Ils terminent 6e de la division Atlantic de l'Atlantic Coast Conference derrière Clemson, Louisville, Florida State, NC State et Wake Forest.
À l'issue de la saison 2016, ils n'apparaissent pas dans les classements CFP, AP et Coaches.
Il s'agit de leur première apparition au Quick lane Bowl.

## Résumé du match
| QT          | Temps       | Drive       | Drive       | Drive       | Équipe      | Description de l'action | Score | Score |
| QT          | Temps       | Jeux        | Yards       | TDP         | Équipe      | Description de l'action | MAR   | BC    |
| ----------- | ----------- | ----------- | ----------- | ----------- | ----------- | --- | ----- | ----- |
| 1           | 06:47       | 9           | 59          | 03:35       | BC          | TD à la suite d'une course de 1 yard par RB Jon Hillman mais la tentative de conversion par le K Mike Knoll est bloquée                                   | 0     | 6     |
| 2           | 13:40       | 8           | 46          | 03:47       | BC          | TD de 2 yards par TETommy Sweeney à la suite d'une réception d'une passe de QB Patrick Towles + 1 point de conversion par K Mike Knoll                    | 0     | 13    |
| 2           | 10:32       | 4           | 13          | 01:25       | BC          | FG de 22 yards par K Mike Knoll | 0     | 16    |
| 2           | 09:20       | 3           | 75          | 01:12       | MAR         | TD à la suite d'une course de 62 yards par RB Ty Johnson + 1 point de conversion par K Adam Greene                                                        | 7     | 16    |
| 2           | 07:29       | 5           | 65          | 01:51       | BC          | TD de 20 yards par QB Patrick Towles à la suite d'une réception d'une passe de WR Jeff Smith + 1 point de conversion par K Mike Knoll                     | 7     | 23    |
| 2           | 06:36       | 3           | 45          | 00:43       | MAR         | TD à la suite d'une course de 30 yards par RB Ty Johnson mais la tentative de conversion à 2 points (passe de RB Kenneth Goins Jr.) échoue                | 13    | 23    |
| 2           | 07:29       | 5           | 65          | 01:51       | BC          | TD de 49 yards par WR Michael Walker à la suite d'une réception d'une passe de QB Patrick Towles mais la tentaitive de conversion par K Mike Knoll échoue | 13    | 29    |
| 3           | 13:24       | -           | -           | -           | BC          | TD à la suite d'un Fumble adverse recouvert dans la zone d'en-but par DE Kevin Kavalec + 1 point de conversion par K Mike Knoll                           | 13    | 36    |
| 3           | 12:48       | 2           | 78          | 00:27       | MAR         | TD de 63 yards par WR Teldrick Morgan à la suite d'une réception d'une passe de QB Perry Hills + 1 point de conversion par K Adam Greene                  | 20    | 36    |
| 3           | 10:05       | 2           | 65          | 00:33       | MAR         | TD de 52 yards par WR Levern Jacobs à la suite d'une réception d'une passe de QB Perry Hills + 1 point de conversion par K Adam Greene                    | 27    | 36    |
| 4           | 02:55       | 4           | 0           | 00:19       | MAR         | FG de 23 yards par K Adam Greene | 30    | 36    |
| Score final | Score final | Score final | Score final | Score final | Score final | Score final | 30    | 36    |

## Statistiques
| Statistiques par équipe                      |              |              |
| Statistiques                                 | MAR          | BC           |
| 1er down                                     | 17           | 15           |
| 1er down à la course                         | 7            | 8            |
| 1er down à la passe                          | 9            | 7            |
| 1er down suite pénalité                      | 1            | 0            |
| Conversion de 3e down                        | 4/15         | 4/19         |
| Conversion de 4e down                        | 0/2          | 1/2          |
| Jeux–yards                                   | 69-357       | 75-348       |
| Nbre de courses/Yards gagnés/ Moyenne/course | 34/128 3,8   | 52/177 3,4   |
| Yards à la passe                             | 229          | 171          |
| Passes : Réussies-Tentées-Interceptées       | 15–35–1 int. | 11–23–1 int. |
| Réussite en zone rouge/chances               | 1/2          | 4/4          |
| TD                                           | 4            | 5            |
| Field Goals                                  | 1/1          | 1/2          |
| Sacks (Nombre-Yards gagnés)                  | 5-19         | 8-57         |
| Fumbles (Nombre/Perdus)                      | 5/3          | 4/1          |
| Pénalités (Nombre/Yards perdus)              | 11-86        | 6-46         |
| Temps de possession                          | 26:45        | 33:15        |

| Meilleur joueur (MVP) |                          |
| Équipe                | Poste                    |
| Boston College        | Toute la ligne défensive |

| Statistiques individuelles |              |                                                                |
| Quaterbacks                |              |                                                                |
| MAR                        | Hills, P.    | 15/35, 1 int., 229 yards, 2 TDs, 8 sacks subis                 |
| BC                         | Towles, P.   | 10/22, 1 int., 151 yards, 2 TDs, 5 sacks subis                 |
| Meilleurs coureurs         |              |                                                                |
| MAR                        | Johnson, T.  | 15 courses pour 159 yards nets gagnés, 2 TDs, moy./course 10,6 |
| BC                         | Hilliman, J. | 29 courses pour 79 yards nets gagnés, 1 TD, moy./course 2,7    |
| Meilleurs receveurs        |              |                                                                |
| MAR                        | Jacobs, L.   | 4 réceptions pour 71 yards, 1 TD                               |
| BC                         | Walker, M.   | 3 réceptions pour 63 yards, 1 TD                               |
| Meilleurs tackleurs        |              |                                                                |
| MAR                        | Davis, I.    | 7 tacles solo                                                  |
| BC                         | Johnson, J.  | 11 tacles solo et 1 assiste                                    |